# لادیسلاو شیمون
لادیسلاو شیمون (رومانیایی: Ladislau Șimon؛ ۲۵ سپتامبر ۱۹۵۱ – ۱۲ مه ۲۰۰۵) کشتی‌گیر اهل رومانی بود.
وی در مسابقات کشوری و بین‌المللی در مجموع برندهٔ ۲ مدال طلا، ۱ مدال نقره، ۳ مدال برنز شده‌است.